# Wyoming, Iowa
Wyoming är en ort i Jones County i Iowa. Orten har fått sitt namn efter Wyoming County, New York. Wyoming hade 515 invånare enligt 2010 års folkräkning.